# 五十周年纪念公园
五十周年纪念公园（法語：Parc du Cinquantenaire，法語發音：[paʁk dy sɛ̃kɑ̃tnɛʁ]，荷蘭語發音：[ˈjybəlpɑr(ə)k]）是一个大型城市公园（30 公顷），位于比利时布鲁塞尔欧洲区最东部。
这个U形建筑物的大部分建筑由利奥波德二世领导的比利时政府委托，为1880年的全国展览会建造，以纪念比利时独立50周年。后续的展览在同一区域举行，逐步替代了以前的建筑物。如今的中心建筑凯旋门建于1905年，取代了以前的临时版本。建筑材料采用铁，玻璃和石材，象征着比利时的经济和工业水平。周围30公顷公园遍布花园，喷泉和瀑布。19世纪初期，它是一些贸易会、展览会和节日的主办场所。然而到了1930年，决定將此改為休闲公园。

### 艺术博物馆

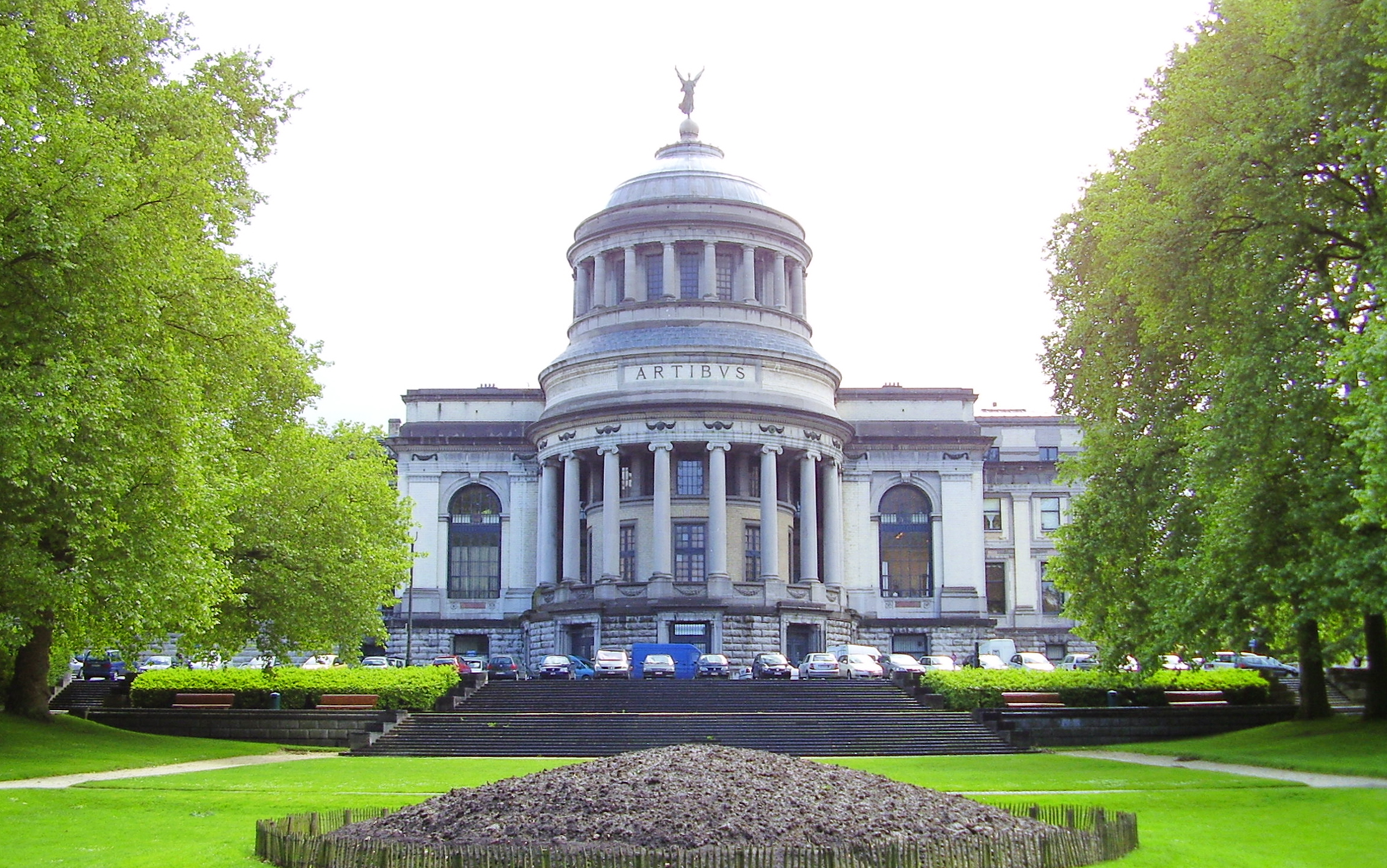
The art museum's dome in the south-western part of the complex

### 汽车世界

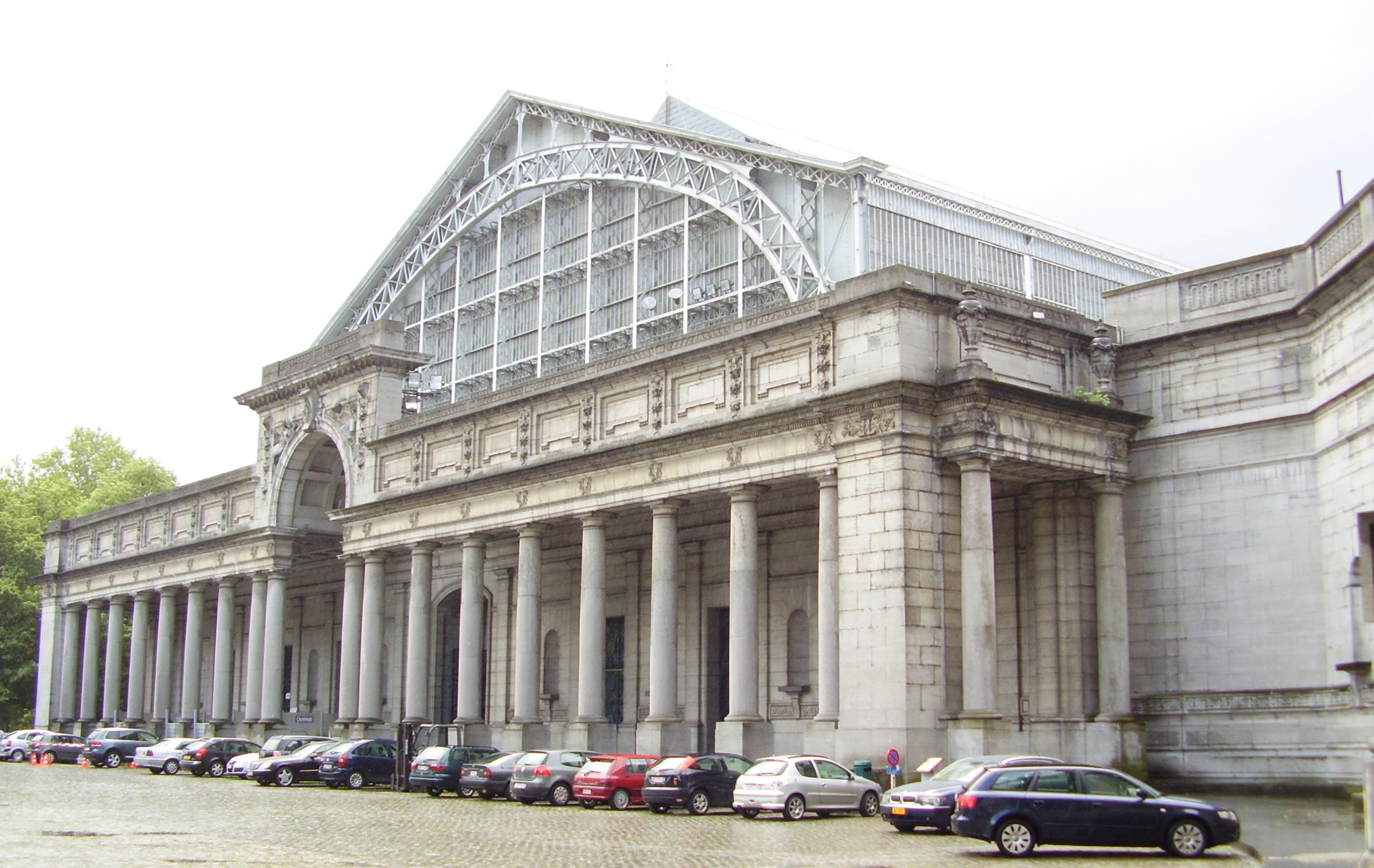
Entrance to the Palais Mondial (South Hall), housing AutoWorld

## 地图
| N. Bordiau wing S. Bordiau wing Military Museum Art & History Museums South hall (Palais Mondial) Auto- World North hall Sports ground Arch Mos- que T HP BELLIARD TUNNEL |